# Kurdumowo (obwód wołogodzki)
Kurdumowo (ros. Курдумово) – wieś w Rosji, w rejonie wołogodzkim obwodu wołogodzkiego. W 2010 r. liczyła 2 mieszkańców.